# Pas d'orchidées pour miss Blandish
Pour le film, voir Pas d'orchidées pour miss Blandish (film).
Pas d'orchidées pour miss Blandish (No Orchids for Miss Blandish) est le premier roman policier britannique de James Hadley Chase, écrit en l'espace de six weekends et publié en 1939.
Ce roman a été réécrit et remanié en 1962 par l'auteur qui considérait la première version décrivant le monde de 1938 comme trop dépassée pour la nouvelle génération de lecteurs. C'est cette nouvelle édition, parue en France sous le titre Pas d'orchidées, qui est depuis disponible en librairie. En 1948, James Hadley Chase écrivit une suite à la première version du roman : La Chair de l'orchidée.
Le roman est adapté au cinéma en 1971 par le réalisateur américain Robert Aldrich.

## Éditions
- Pas d'orchidées pour miss Blandish
  - Série noire no 3, 1946
  - Le Livre de poche no 1501, 1965
  - Carré noir no 12, 1972
  - Bibliothèque noire, 1989
- Pas d'orchidées
  - Série noire no 719, 1962

## Adaptation
- 1948 : Pas d’orchidées pour miss Blandish (en) (No Orchids for Miss Blandish), film américain réalisé par St. John Legh Clowes
- 1971 : Pas d'orchidées pour miss Blandish (The Grissom Gang), film américain réalisé par Robert Aldrich, d'après le roman éponyme, avec Kim Darby, Scott Wilson et Tony Musante
- 1978 : Pas d'orchidées pour miss Blandish, téléfilm de Claude Barma, adaptation de Frédéric Dard, avec Robert Hossein.[2]

## Prix et distinctions
- Pas d'orchidées pour miss Blandish occupe le 89e rang au classement des cent livres du siècle établi en 1999 par la Fnac et le journal Le Monde.